# Chiesa di Sant'Alessandro (Parma)
La chiesa di Sant'Alessandro è un luogo di culto cattolico dalle forme barocche e neoclassiche, situato in vicolo Sant'Alessandro 1, con l'ingresso principale su strada Giuseppe Garibaldi, a Parma, in provincia e diocesi di Parma; è sussidiaria della parrocchiale dei Santi Bartolomeo e Alessandro e fa parte della zona pastorale della città.

## Storia
La chiesa di Sant'Alessandro e l'annesso monastero di religiose benedettine vennero fondati nell'835 dalla regina Cunegonda, vedova del re d'Italia Bernardo.
Nell'837 papa Gregorio IV donò alla chiesa il corpo di sant'Alessandro, che venne collocato in un'urna di marmo sotto l'altare maggiore. Nella chiesa si conserva pure il corpo del santo oblato benedettino Bertoldo da Parma, che fu custode di Sant'Alessandro sotto l'episcopato di Bernardo degli Uberti ed è festeggiato il 21 ottobre.
La chiesa venne riedificata attorno al 1527 sotto la direzione dell'architetto Bernardino Zaccagni di Torrechiara e fu consacrata dal vescovo di Parma Pompeo Musacchi il 17 luglio 1530. Tra il 1622 ed il 1624, per iniziativa della badessa Maura Lucenia Farnese, la chiesa venne ristrutturata da Giovanni Battista Magnani ed assunse l'aspetto attuale; dello stesso Magnani è il campanile, che risale al 1626. Ranuccio Scotti, vescovo di Borgo San Donnino, riconsacrò la chiesa il 3 gennaio 1628.
È del 1784 l'odierna facciata neoclassica di Antonio Bettoli.
Nel 1805 il monastero ospitò papa Pio VII, ma la comunità monastica venne dispersa nel 1810 dal governo napoleonico e nel 1821 gran parte dell'edificio venne abbattuto per la realizzazione del Teatro Regio, inaugurato nel 1829. Il templio è chiesa sussidiaria della parrocchia dei Santi Bartolomeo e Alessandro.

## Descrizione
L'edificio è a navata unica, con tre cappelle laterali per lato.
La volta fu affrescata da Angelo Michele Colonna, mentre i dipinti della cupola (con il Redentore, la Madonna e angeli che recano gli strumenti della passione) e dei quattro pennacchi (con i santi Bonaventura, Gertrude, Bertoldo e Alessandro) sono di Alessandro Tiarini. Del Tiarini è anche la tela (250 × 155 cm) con san Bertoldo.
Nella terza cappella a sinistra è conservato un dipinto, attribuito a Sebastiano Ricci, con la Madonna e il Bambino e i santi Mauro e Benedetto.
La pala dell'altare maggiore è di Girolamo Bedoli e rappresenta la Madonna con il Bambino che porge a santa Giustina la palma del martirio, mentre sant'Alessandro riceve da san Benedetto un turibolo con il quale incensa il piccolo Gesù. La presenza nel dipinto dei santi Benedetto e Giustina testimoniano l'aggregazione, avvenuta nel 1487, del monastero femminile di Sant'Alessandro alla congregazione riformata di Santa Giustina di Padova dell'Ordine di San Benedetto.
Sulla cantoria alla sinistra del presbiterio, si trova un antico organo a canne costruito dall'organaro tortonese Antonio Sangalli nel 1856 e che, attualmente (2012), per mancanza di manutenzione ed utilizzo, non è possibile suonare. Lo strumento ha un'unica tastiera ed una pedaliera a leggio costantemente unita alla prima ottava del manuale.